# Vrontoú
Vrontoú är en ort i Grekland.   Den ligger i prefekturen Nomós Pierías och regionen Mellersta Makedonien, i den norra delen av landet, 270 km norr om huvudstaden Aten. Vrontoú ligger 122 meter över havet och antalet invånare är 2 196.
Terrängen runt Vrontoú är varierad.Runt Vrontoú är det ganska tätbefolkat, med 60 invånare per kvadratkilometer. Närmaste större samhälle är Kateríni, 10,5 km nordost om Vrontoú. 